# Nicolas Minassian
Pour les articles homonymes, voir Minassian.
Nicolas Minassian, né le 28 février 1973 à Marseille en France, est un pilote automobile français. Il est, de 2007 à 2012, l'un des pilotes officiels de la Peugeot 908 dans les courses d'endurance.

## Biographie
C'est en 1993 que Nicolas Minassian, après plusieurs années de karting, commence sa carrière en sport automobile. Vice-champion de France de Formule Renault, il accède en 1994 au championnat de France de Formule 3, qu'il termine en 1995 à la deuxième place. En 1996, il reste en Formule 3, mais fait le pari d'aller disputer le championnat britannique de la spécialité, alors considéré comme le plus relevé du monde et surtout comme celui offrant les meilleurs débouchés vers les sommets du sport automobile. 4e du championnat 1996 au sein de l'écurie française Promatecme, il passe tout proche du titre en 1997, mais doit se contenter de la deuxième place, avec tout de même 7 victoires. En fin d'année, il est convié avec trois autres pilotes (Soheil Ayari, Max Wilson et Juan Pablo Montoya) par l'écurie Williams qui recherche un nouveau pilote essayeur, à une séance d'essais privés. Minassian, qui à l'occasion de ce premier contact avec la Formule 1 est légèrement handicapé par accident survenu quelques jours plus tôt au GP de Macao F3 (il pilote avec un pouce fracturé), fait plutôt bonne impression, mais ce sont Montoya et Wilson qui sont choisis.
Pour la saison 1998, Minassian parvient tout de même à décrocher l'un des volants les plus convoités dans le championnat international de Formule 3000, à savoir celui de la deuxième monoplace de l'écurie West Competition (le junior team de McLaren-Mercedes), une écurie nouvellement créée mais aux moyens et aux ambitions énormes. Cette excellente occasion se transforme pourtant en piège, puisqu'il s'avère rapidement que l'équipe fonctionne essentiellement autour du protégé de Mercedes, le jeune Allemand Nick Heidfeld, lequel parvient jusqu'au bout à lutter pour le titre face à Montoya, tandis que Minassian doit se contenter de performances plus anonymes au cœur du peloton. 

Malgré une image très écornée par cette calamiteuse saison 1998, Minassian parvient à rester en F3000 en 1999, cette fois au sein de la petite équipe Kid Jensen Racing. Dans une structure aux ambitions plus modestes et à l'ambiance plus familiale, Minassian retrouve ses marques et termine à une belle cinquième place finale du championnat, avec en prime une victoire lors de l'épreuve de Silverstone. En fin d'année, il retrouve brièvement la F1 à l'occasion d'une séance d'essais avec l'écurie BAR-Honda. 

Toujours en F3000, Minassian rejoint en 2000 la prestigieuse équipe britannique Super Nova. Présenté en début d'année comme l'un des favoris du championnat, il décroche trois victoires, mais se fait battre sur le fil au championnat cette année-là par Bruno Junqueira de 3 points.

Sans débouchés sérieux en Formule 1, Minassian passe en 2001 dans le championnat CART en Amérique du Nord, et pas dans n'importe quelle écurie, puisqu'il est engagé par le Chip Ganassi Racing en remplacement de Juan Pablo Montoya, appelé en F1 par Williams. Tout comme Bruno Junqueira (qui a suivi le même chemin que lui et qui est son coéquipier chez Ganassi), Minassian est très attendu, mais le duo de débutants éprouve toutes les peines du monde à trouver ses marques dans la discipline. Après un début de saison plus que laborieux de l'ensemble de l'équipe, les deux pilotes sont rapidement mis sur la sellette, et le Marseillais, jugé comme le moins performant du duo, se fait limoger au mois de juin, et remplacé par Memo Gidley. Entretemps, Minassian aura eu la possibilité de disputer les 500 miles d'Indianapolis (épreuve du championnat IRL) sur une quatrième voiture du Chip Ganassi Racing, mais sans plus de réussite qu'en CART, en raison d'une défaillance mécanique en début de course.

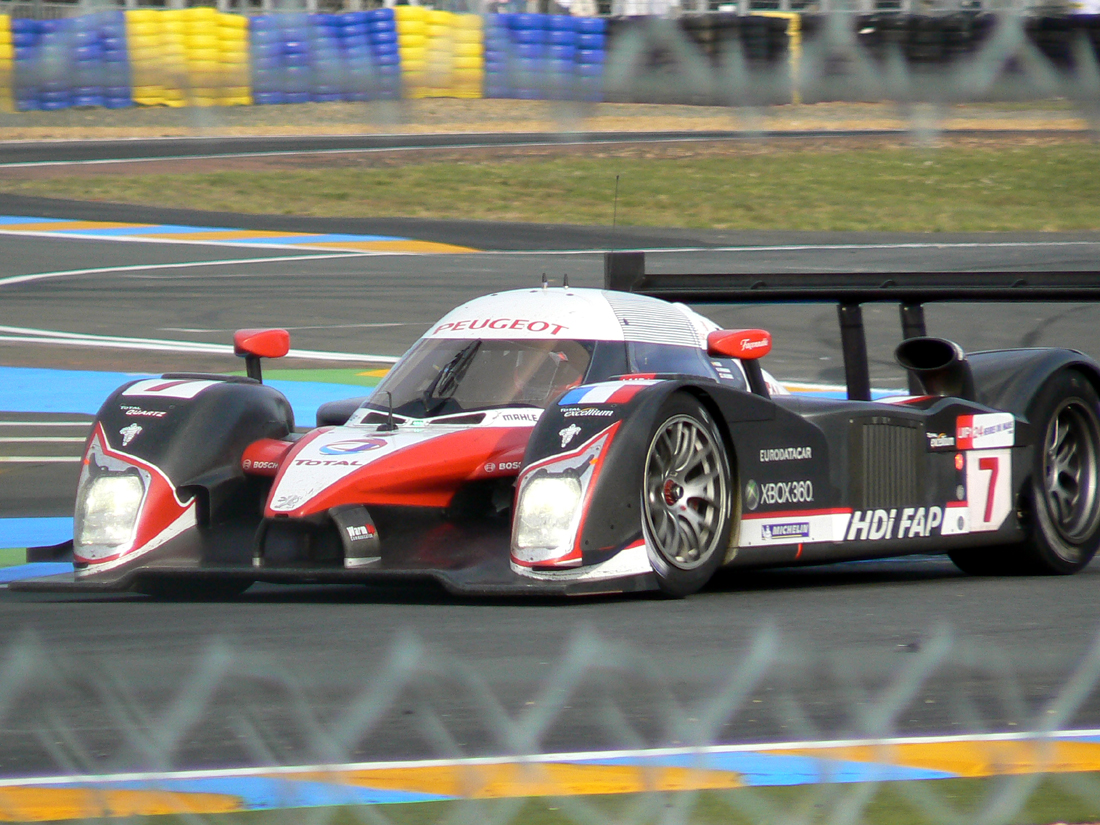
Nicolas Minassian sur la Peugeot 908 HDi FAP lors des 24 Heures du Mans 2008.

En 2002, Minassian fait un choix de carrière plutôt inattendu en disputant le championnat ASCAR "Days of Thunder", sorte de version européenne de la NASCAR (avec des voitures en réalité plutôt proches de celles de l'ASA (en)), uniquement disputé sur les ovales allemand et anglais du Lausitzring et de Rockingham. Le pari s'avère gagnant pour le Français, titré en fin de saison. Au début de 2003, il tente un retour en F3000 avec la nouvelle équipe Brand, mais l'équipe abandonne le championnat après la première manche, et il se retrouve sans volant.
Dès la fin de sa brève expérience en CART, Minassian avait effectué quelques premières apparitions dans les épreuves d'endurance. À partir de 2003, c'est dans ce domaine qu'il réoriente à temps complet sa carrière. Considéré comme l'un des meilleurs pilotes de protos en activité, il effectue plusieurs performances remarquées au sein de l'écurie britannique Creation, mais également aux 24 heures du Mans chez Pescarolo Sport.
De 2007 à 2012, il est l'un des pilotes officiels de la Peugeot 908, tant au Mans que dans le championnat Le Mans Series. En avril 2007, à l'occasion des 1 000 kilomètres de Monza et en équipage avec Marc Gené, il a d'ailleurs offert au prototype français sa première victoire dès sa première apparition en compétition. Il remporte au total sept victoires durant cette période.
En 2012, il participe à l’European Le Mans Series en LMP2 avec le Sébastien Loeb Racing. Il pilote une Oreca 03 avec Nicolas Marroc et Stéphane Sarrazin, un autre ancien pilote Peugeot. Il est également engagé dans le nouveau Championnat du monde d'endurance FIA dans la catégorie LMP2 avec une Oreca 03 de l'écurie PeComRacing. Il remporte une victoire de catégorie lors des 6 Heures de Bahreïn.
En 2019, il fonde sa propre structure de management Bullet Sports Management avec son ancien coéquipier Jamie Campbell-Walter, prenant sous son aile notamment le pilote de DTM Ferdinand Habsbourg, ou encore le pilote argentin de monoplace Franco Colapinto.

## Résultats en Formule 3000
| Saison | Écurie                 | Châssis     | Moteur | GP disputés | Pole positions | Victoires | Meilleurs tours | Podiums | Points inscrits | Classement |
| ------ | ---------------------- | ----------- | ------ | ----------- | -------------- | --------- | --------------- | ------- | --------------- | ---------- |
| 1998   | West Competition       | Lola T96/50 | Zytek  | 11          | 0              | 0         | 0               | 0       | 5               | 13e        |
| 1999   | Kid Jensen Racing      | Lola T96/50 | Zytek  | 10          | 1              | 1         | 0               | 3       | 20              | 6e         |
| 2000   | D2 Playlife Super Nova | Lola T99/50 | Zytek  | 10          | 0              | 3         | 0               | 5       | 45              | 2e         |
| 2003   | Brand Motorsport       | Lola B2/50  | Zytek  | 1           | 0              | 0         | 0               | 0       | 0               | n.c        |

(victoires à Silverstone en 1999, puis Imola, Magny-Cours et Spielberg en 2000)

## Résultats aux 24 heures du Mans
| Année | Voiture                    | Équipe               | Équipiers                             | Résultat   |
| ----- | -------------------------- | -------------------- | ------------------------------------- | ---------- |
| 1994  | Alpa LM-Ford               | Roland Bassaler (de) | Patrick Bourdais / Olivier Couvreur   | Abandon    |
| 2000  | Reynard 2KQ LM-Mopar       | Team Oreca           | Jean-Philippe Belloc / Yannick Dalmas | Abandon    |
| 2002  | Dallara SP1-Judd           | Team Oreca           | Franck Montagny / Stéphane Sarrazin   | 6e         |
| 2003  | Courage C60-Peugeot        | Pescarolo Sport      | Soheil Ayari / Eric Hélary            | 9e         |
| 2004  | Pescarolo C60-Judd         | Pescarolo Sport      | Sébastien Bourdais / Emmanuel Collard | Abandon    |
| 2005  | DBA4 03S-Judd              | Creation Autosportif | Jamie Campbell-Walter / Andy Wallace  | 14e        |
| 2006  | Pescarolo C60-Judd         | Pescarolo Sport      | Emmanuel Collard / Érik Comas         | 5e         |
| 2007  | Peugeot 908 HDi FAP        | Team Peugeot Total   | Marc Gené / Jacques Villeneuve        | Abandon    |
| 2008  | Peugeot 908 HDi FAP        | Team Peugeot Total   | Marc Gené / Jacques Villeneuve        | 2e         |
| 2009  | Peugeot 908 HDi FAP        | Team Peugeot Total   | Pedro Lamy / Christian Klien          | 6e         |
| 2010  | Peugeot 908 HDi FAP        | Team Peugeot Total   | Franck Montagny / Stéphane Sarrazin   | Abandon    |
| 2011  | Peugeot 908                | Team Peugeot Total   | Franck Montagny / Stéphane Sarrazin   | 3e         |
| 2012  | Dome S102.5-Judd           | Pescarolo Team       | Sébastien Bourdais / Seiji Ara        | Non classé |
| 2013  | Oreca 03-Nissan            | Pecom Racing         | Luís Pérez Companc / Pierre Kaffer    | 11e        |
| 2014  | Oreca 03R-Nissan           | SMP Racing           | Kirill Ladygin / Maurizio Mediani     | Abandon    |
| 2015  | BR Engineering BR01-Nissan | SMP Racing           | David Markozov / Maurizio Mediani     | 14e        |

## Victoires en endurance
(sur Peugeot 908 HDi FAP)
- Test du Paul-Ricard 2007 (hors championnat)
- 1 000 kilomètres de Monza 2007
- 1 000 kilomètres de Silverstone 2007 et 2009 (2e en 2005)
- Mil Milhas Brasileiras 2007 (Interlagos)
- Test de Sebring 2008 (hors championnat)
- 1 000 kilomètres de Catalogne 2008 (Circuit de Barcelone)
- 1 000 kilomètres de Spa 2008 et 1 000 kilomètres de Spa 2009 (2e en 2003 et 2011)

(Nota Bene: il finit également deuxième des 1 000 kilomètres du Nürburgring en 2006, 2007 et 2008 ainsi que de ceux de Donington en 2006, du Petit Le Mans en 2008, 2009 et 2011, des 12 Heures de Sebring en 2010 -3e en 2011-, et des 6 Heures du Castellet en 2012)

## Autre victoire notable
(Championnat FIA des voitures de sport)
- 2 Heures 30 d'Estoril 2002 (avec le team Oreca)